# Lydamis
Lydamis är ett släkte av skalbaggar. Lydamis ingår i familjen vivlar.

## Dottertaxa tillLydamis, i alfabetisk ordning[1]
- Lydamis angulus
- Lydamis balteata
- Lydamis bifasciata
- Lydamis centralis
- Lydamis cinnamomeus
- Lydamis confusa
- Lydamis conicicollis
- Lydamis diffrangens
- Lydamis ferruginea
- Lydamis funebris
- Lydamis inquinata
- Lydamis luteicollis
- Lydamis maculata
- Lydamis multicolor
- Lydamis nitida
- Lydamis obscura
- Lydamis parvula
- Lydamis pumila
- Lydamis ruficollis
- Lydamis semiluctuosa
- Lydamis squamipes
- Lydamis subaurata
- Lydamis subferruginea
- Lydamis subsimilis
- Lydamis varicolor
- Lydamis variegata
- Lydamis venezuelana
- Lydamis vicina